# 北川信従

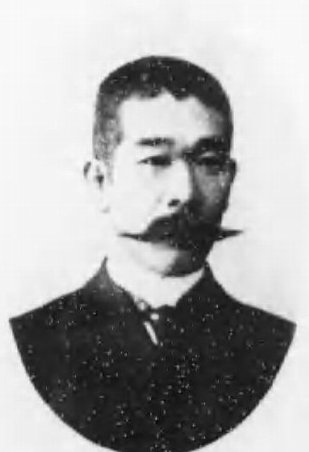
北川信従

北川 信従（きたがわ のぶより / のぶつぐ、1860年8月1日（万延元年6月15日） - 1924年（大正13年）4月27日）は、日本の検察官、政治家。長崎市長、官選県知事。旧名・熊弥。俳号・烏山。

## 経歴
土佐国安芸郡北川郷柏木（現高知県安芸郡北川村）で、土佐藩郷士・北川信通、園の二男として生まれる。田野村の漢学塾、高知の森沢塾で学んだ。1878年、咬根学舎、さらに南海私塾の各教師を務めた。
1883年7月、司法省法学校速成科を卒業。検事補に任官し和歌山始審裁判所詰となる。1887年3月、判事登用試験に合格し、同年7月、検事に任官。その後、田辺裁判所検事兼和歌山地方裁判所検事、大阪地方裁判所検事、松山地方裁判所検事、広島地方裁判所検事などを歴任。1897年8月、台湾総督府法院検察官に就任。以後、覆審法院検察官兼台北地方法院検察官、同地方法院検察官長などを歴任し、1900年11月、依願免本官となる。1901年5月、検事に再任され宇都宮地方裁判所検事正に就任。以後、大審院検事、長崎地方裁判所検事正を務めた。1907年6月、依願免本官となる。
1907年6月、長崎市長に就任。1913年5月、市長を退任。郷土の先輩・大石正巳の推薦により、1914年6月、栃木県知事に就任。そのため立憲同志会派とされ反対派から「干渉知事」と呼ばれた。育英資金を県費から支出することを県会に提案し認められた。1916年6月、新潟県知事に転任。本県においても育英資金に取り組み、石油王・中野貫一に働きかけ、百万円の寄付を得て中野財団が発足した。1917年12月17日、知事を依願免本官となり退官した。
その後、療養のため帰郷。川崎幾三郎と宇田友四郎に働きかけ私立土佐中学校の創立に尽力。病のため高知市で死去した。

## 栄典
- 1901年（明治34年）3月20日 - 正五位[6]

## 親族
- 兄 北川忠惇（高知県会議長）

## 伝記
- 山崎在編『北川信従』三根円次郎、1928年。